# Čierne Kľačany
Čierne Kľačany és un poble i municipi d'Eslovàquia que es troba a la regió de Nitra, al sud-oest del país.
La primera menció escrita de la vila es remunta al 1209.

## Demografia
| Godina             | 1994 | 2004   | 2014   | 2024   |
| ------------------ | ---- | ------ | ------ | ------ |
| Nombre de persones | 1125 | 1115   | 1104   | 1158   |
| Diferència         |      | −0,88% | −0,98% | +4,89% |

| Godina             | 2023 | 2024   |
| ------------------ | ---- | ------ |
| Nombre de persones | 1175 | 1158   |
| Diferència         |      | −1,44% |